# Danuta Piecyk
Danuta Piecyk (Polonia, 27 de septiembre de 1950) es una atleta polaca retirada especializada en la prueba de 4x400 m, en la que consiguió ser medallista de bronce europea en pista cubierta en 1973.

## Carrera deportiva
En el Campeonato Europeo de Atletismo en Pista Cubierta de 1973 ganó la medalla de bronce en los relevos de 4x400 m, con un tiempo de 3:11.65 segundos, llegando a meta tras Alemania Occidental y Francia (plata).